# بريد عمان
بريد عمان هي الخدمة البريدية الرسمية لسلطنة عمان. 
تم افتتاح أول مكتب بريد في مسقط من قبل دائرة البريد البريطانية في عام 1856. 
تأسست بريد عمان بشكل مستقل في عام 2005 بموجب مرسوم ملكي من حضرة صاحب الجلالة الراحل السلطان قابوس بن سعيد . 
بريد عمان عضو في اتحاد البريد العالمي . 

## اسياد اكسبريس
تقوم اسياد اكسبريس بشحن الطرود إلى أكثر من 220 وجهة. إلى جانب خدماتها السريعة، لديها خدمة التوصيل المحلي في جميع أنحاء سلطنة عمان، مع خدمات مثل الدفع عند الاستلام (COD) وتلبية العملاء لشركات التجارة الإلكترونية.   

## قيادة الشركة
يشغل الشيخ إبراهيم بن سلطان الحوسني حاليًا منصب الرئيس التنفيذي بالإنابة لبريد عمان. 

## ملكية الشركة
بريد عمان هي شركة عضو في مجموعة اسياد. 

## حوت البحر العربي الأحدب
أطلقت بريد عُمان مؤخراً طوابع بريدية تحمل صورة أحد الأنواع المهددة بالانقراض، وهي الحوت الأحدب في بحر العرب . 

## أنظر أيضاً
- الطوابع البريدية والتاريخ البريدي لمسقط وعمان